# Rubescourt
Rubescourt (picardisch: Robécourt) ist eine nordfranzösische Gemeinde mit 135 Einwohnern (Stand 1. Januar 2022) im Département Somme in der Region Hauts-de-France. Die Gemeinde liegt im Arrondissement Montdidier und gehört zum Kanton Roye.

## Geographie
Die Gemeinde an der Grenze zum Département Oise liegt rund 5,5 km südlich von Montdidier an der Départementsstraße D214. Das Gemeindegebiet wird im Westen von dem Flüsschen Trois Doms begrenzt, in das hier ein kleiner, in der Karte nicht benannter rechter Zufluss einmündet. Zu Rubescourt gehört das Gehöft Ferme du Pas.

## Geschichte
Die Gemeinde erhielt als Auszeichnung das Croix de guerre 1914–1918.

## Einwohner
| 1962 | 1968 | 1975 | 1982 | 1990 | 1999 | 2006 | 2010 |
| ---- | ---- | ---- | ---- | ---- | ---- | ---- | ---- |
| 97   | 103  | 85   | 96   | 126  | 134  | 131  | 141  |

## Verwaltung
Bürgermeister (maire) ist seit 2008 Chantal Desprez.

## Sehenswürdigkeiten
- Amerikanisches Denkmal an der Straße nach Montdidier.